# Асфандияр-хан
Асфандияр-хан (1871—1918) — хивинский хан в 1910—1918 годах, двенадцатый правитель из узбекской династии кунгратов в Хивинском ханстве.

## Биография
В 1910 году после смерти своего отца — Мухаммада Рахим-хана II к власти в Хорезме пришёл Асфандияр-хан. При его правлении большую роль в государстве играл просвещённый визирь — премьер-министр Ислам-ходжа. На его средства в Хиве были построены хлопкоочистительный завод, больница, аптека, почта, телеграф, светская школа. Ислам-ходжа позже был убит в 1913 году по приказу Асфандияр-хана.
Император Николай II наградил Асфандияр-хана орденами Святого Станислава и Святой Анны. Асфандияр-хану в 1910 году было присвоено звание генерал-майора Российской империи. В 1911 году зачислен в свиту Его Величества. В 1913 получил от императора Николая II титул «Высочество».
Февральская революция в России оказала влияние на Хивинское ханство. 5 апреля 1917 года младохивинцы предъявили Асфандияр-хану требования о проведении реформ. Хан вынужден был обнародовать манифест, в котором обещал создать представительный орган — мажлис, в состав которого входили и младохивинцы. Власть хана ограничивалась. Председателем мажлиса был избран младохивинец Бобоахун Салимов. Однако в дальнейшем ситуация обострилась, и верх взяли реакционные силы. В результате правительство младохивинцев было свергнуто, а реформы манифеста отменены. В это время в Хиву вернулся предводитель туркменского племени Джунаид-хан, который был назначен командующим вооружёнными силами ханства, и вскоре сосредоточил всю власть в своих руках.

## Политика в области культуры

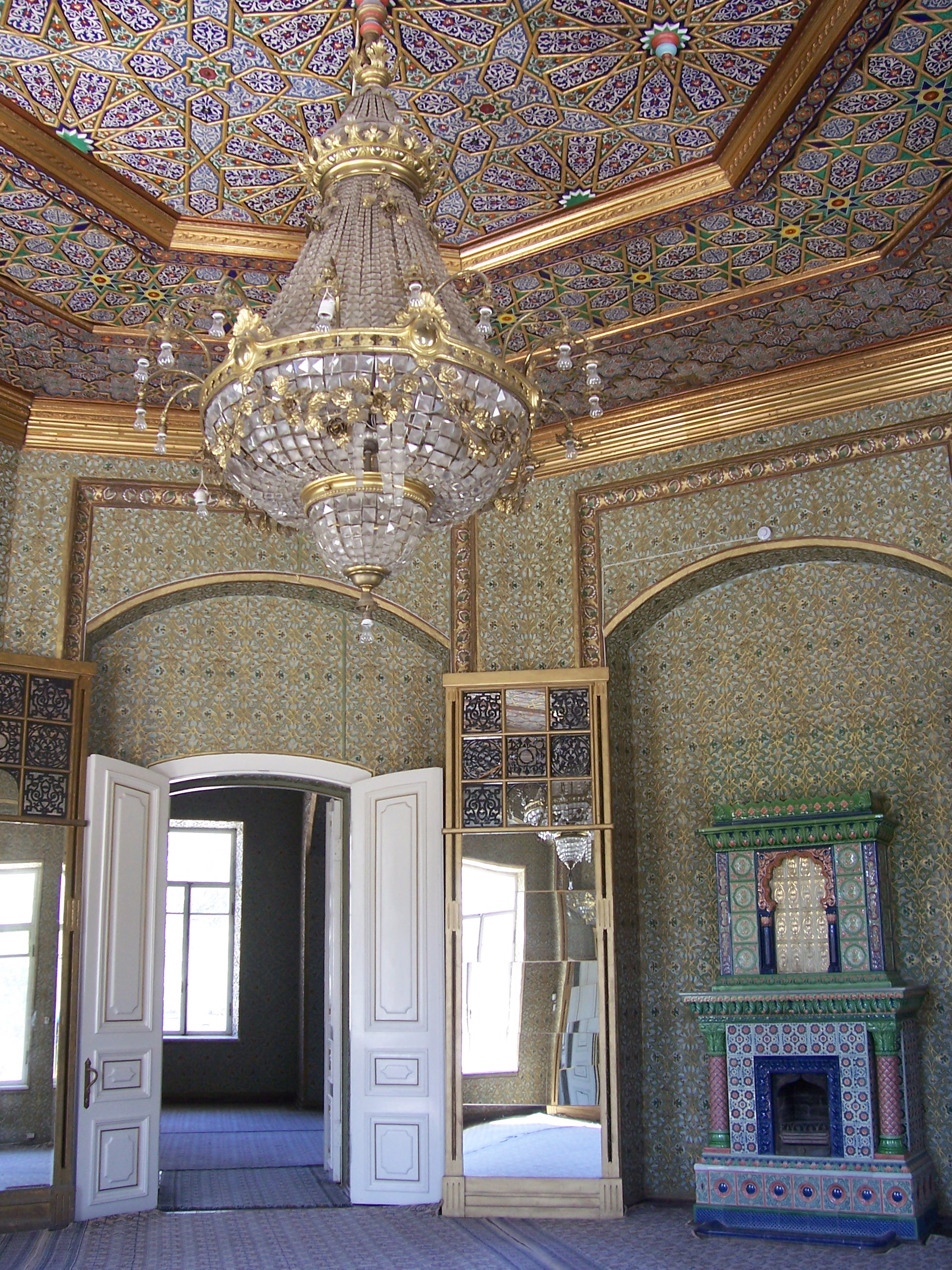
Комната во дворце Нуриллабой

В эпоху правления Асфандияр-хана в Хиве были построены новые медресе и мечети. В 1912 году была построена приёмная Асфандияр-хана. Это был отдельный корпус в комплексе дворца Нуриллабой, в котором были размещены несколько парадных залов разной формы, и среди них — тронный зал, отделанный в духе русского модерна. Хан Асфандияр заказал многие элементы оформления этого дворца на Петербургском императорском фарфоровом заводе.
Фотограф и первый узбекский кинорежиссёр Худайберген Диванов снял первый узбекский документальный киносюжет о выезде на фаэтоне Асфандияр-хана с наследником в 1910 году.
Асфандияр-хан вместе с Бухарским эмиром Сеид-Мир-Алим ханом принял участие в открытии первой соборной мечети в Санкт-Петербурге 22 февраля 1913 года.

## Смерть
В 1918 году Асфандияр-хан был убит в ходе государственного переворота людьми Джунаид-хана во дворце Нуруллабой, и на престол был возведён его старший брат Саид Абдулла-хан (номинально царствовал в 1918—1920 годах). Реальную же власть получил Джунаид-хан.

## Награды
- Орден Святого Станислава 1-й ст. (1896)[5]
- Медаль «В память коронации Императора Николая II» (1896)
- Бриллиантовый вензель Его Императорского Величества Николая II (1896)
- Орден Святой Анны 1-й ст. с бриллиантами (1900)
- Орден Белого Орла (1911)

## Галерея

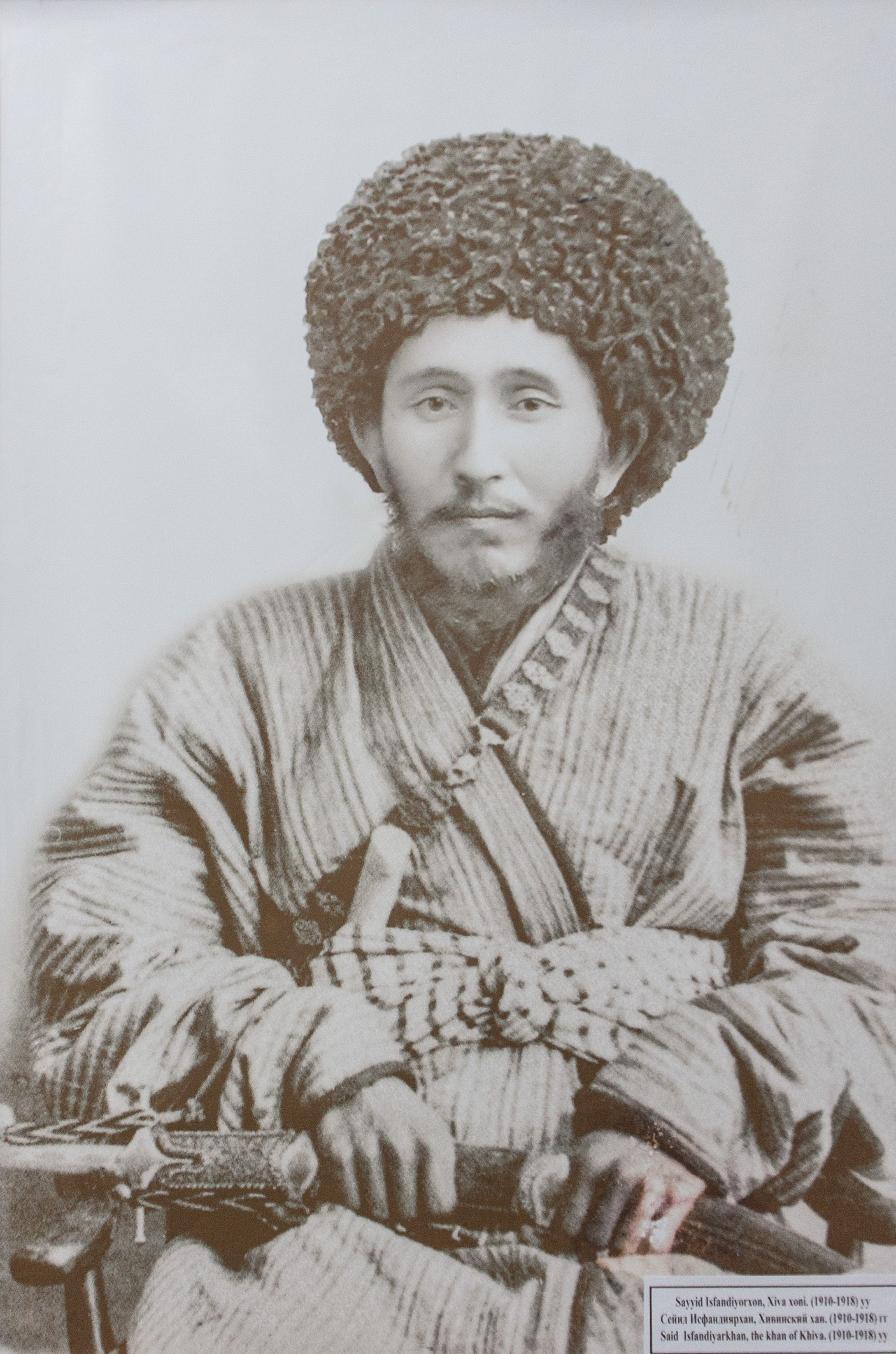
Портрет Асфандияр-хана
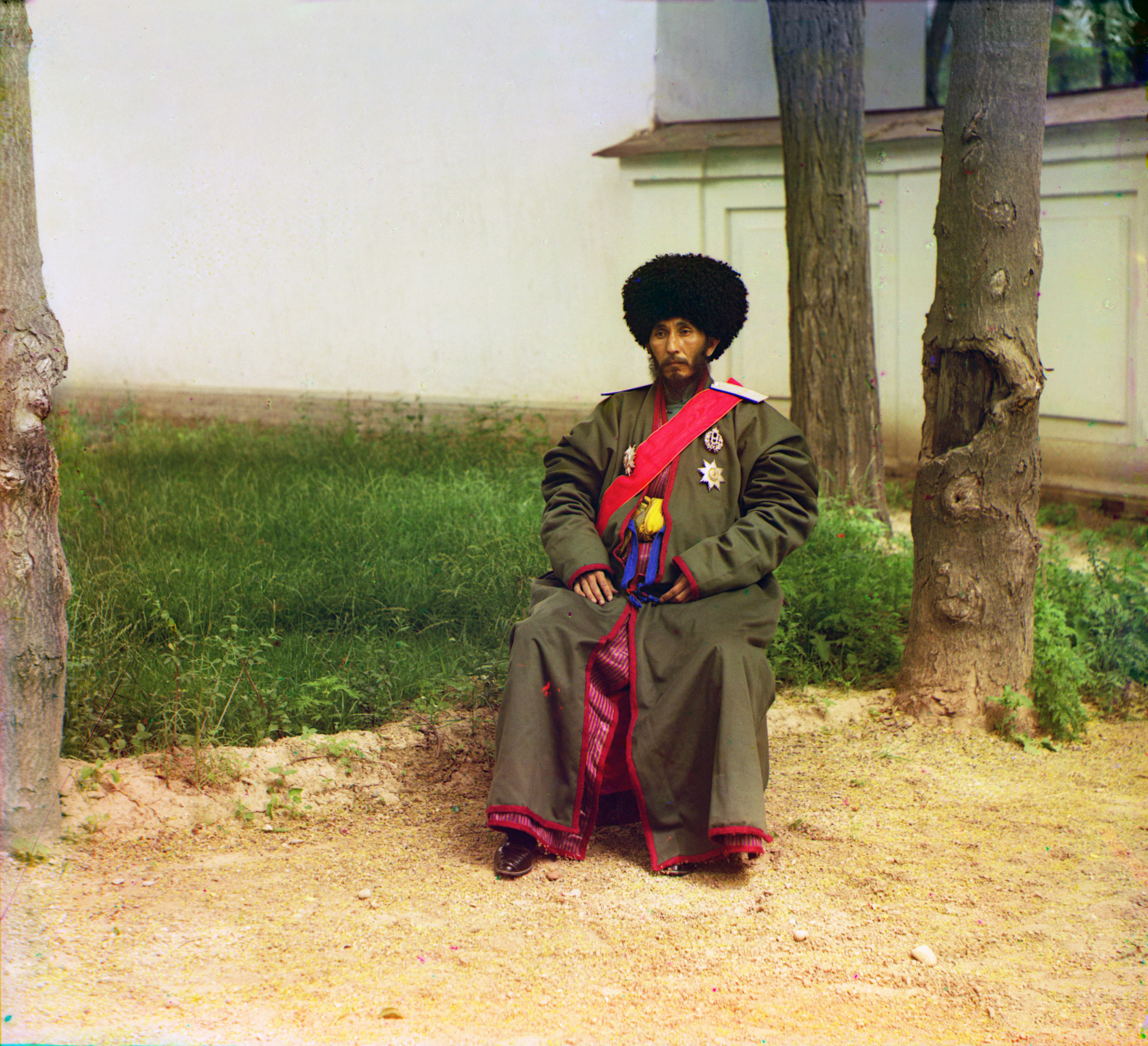
Асфандияр-хан в Петербурге С. М. Прокудин-Горский, 26-30 мая 1911 года